# Dravograd
Dravograd (en alemany: Unterdrauburg) és un petit poble i municipi amb el mateix nom, a Eslovènia, situat en un lloc de pas entre de la frontera d'Eslovènia amb Àustria, al costat del riu Drava. El municipi té cap a 9,000 habitants i té una extensió de 105 km².

## Geografia
Dravograd està situat a la part septentrional d'Eslovènia, a la confluència de tres rius: el riu Drava, el Meža i el  Mislinja.
Črneče, Libeliče, Šentjanž pri Dravogradu, i Trbonje.

## Altres dades
Codi Postal: SI-2370